# Tony Trujillo
Tony Trujillo (Santa Rosa, Californië, 23 augustus 1982) is een Amerikaanse skateboarder. Hij staat bekend om zijn negatieve houding tegenover organisaties en liefde voor heavymetalmuziek, evenals zijn agressieve stijl van skaten.

## Levensloop
Trujillo bracht zijn eerste levensjaren door op de boerderij van zijn ouders en begon te skateboarden op 7-jarige leeftijd. Zijn buurman had oprijplaten in zijn schuur en nodigde Trujillo vaak uit om daar te komen skaten. Trujillo nam vanaf zijn 12e deel aan verschillende wedstrijden in de Californische Amateur Skateboard League. Hetzelfde jaar nog won hij er één en wist zich te plaatsen voor tal van andere wedstrijden. Toen hij 14 was kreeg Trujillo zijn eerste sponsor, AntiHero. Zijn sponsor Vans gaf Trujillo nog geen drie jaar later zijn eigen schoenenlijn en bood hem de mogelijkheid deze in de vorm van twee reclamefilmpjes, opgenomen door Stacy Peralta, te promoten.
Op 7 december 2002 werd Trujillo verkozen als dertiende Skateboarder van het Jaar door het skateboardtijdschrift Thrasher.
Op 3 augustus 2008 won hij brons in de X Games 14 Superpark-competitie.

## Sponsoren
- Vans
- Independent Trucks
- Spitfire Wheels
- Boost Mobile
- Anti-Hero
- Fourstar

## Trivia
- Trujillo komt voor in de game Tony Hawk's American Wasteland in de vorm van een speelbaar personage.